# Christopher Lennertz
 (décembre 2023).
Si vous disposez d'ouvrages ou d'articles de référence ou si vous connaissez des sites web de qualité traitant du thème abordé ici, merci de compléter l'article en donnant les références utiles à sa vérifiabilité et en les liant à la section « Notes et références ».
Christopher Joseph Lennertz est un compositeur américain de musique de films, séries télévisées et jeux vidéo, né le 2 janvier 1972 à Methuen, dans le Massachusetts, au nord de Boston.

## Biographie

### Études
Christopher a étudié à la USC Thornton School of Music auprès de Elmer Bernstein et a travaillé pour Basil Poledouris et Michael Kamen.

### Compositions
Il a écrit et composé certaines musiques (principalement des thèmes) pour la série télévisée Supernatural.
Christopher Lennertz a également composé la musique des jeux vidéo Medal of Honor : Soleil levant, Medal of Honor : Batailles du Pacifique et Medal of Honor : Les Faucons de guerre, pour lesquels il a dirigé le prestigieux Hollywood Studio Symphony, ainsi que la bande son du jeu Western Gun (2005).
Question films, il a récemment composé la bande originale d'Alvin et les Chipmunks.
Côté jeux vidéo, l'année 2008 est marquée par des musiques de franchises importantes.
En effet, en 2008, Christopher Lennertz a composé la musique du jeu vidéo Le Parrain 2 ainsi que la BO du jeu tiré du nouveau James Bond : 007: Quantum of Solace.

## Compositions

### Cinéma

#### Longs métrages
- 1994 : Midnight Tease de Scott P. Levy
- 1995 : Alien Terminator de Dave Payne
- 1995 : Piranha (en) de Scott P. Levy
- 1996 : Beach House de Leigh Scott
- 1996 : House of the Damned de Scott P. Levy
- 1996 : Baby Face Nelson de Scott P. Levy
- 1997 : Criminal Affairs de Jeremiah Cullinane
- 1998 : Running Woman de Rachel Samuels et David Blass
- 1998 : Undercurrent de Frank Kerr
- 1998 : Art House de Leigh Scott
- 2000 : L'Association du mal (Lured Innocence) de Kikuo Kawasaki
- 2002 : The 4th Tenor de Harry Basil
- 2004 : Soul Plane de Jessy Terrero
- 2004 : Back by Midnight de Harry Basil
- 2005 : Sledge: The Untold Story de Brad Martin
- 2005 : The Deal de Harvey Kahn
- 2006 : Docteur Dolittle 3 (Doctor Dolittle 3) de Rich Thorne (vidéo)
- 2006 : Festin de requin (Shark Bait) de Howard E. Baker et John Fox
- 2007 : Tortilla Heaven de Judy Hecht Dumontet
- 2007 : The Comebacks de Tom Brady
- 2007 : The Perfect Holiday de Lance Rivera
- 2007 : Alvin et les Chipmunks (Alvin and the Chipmunks) de Tim Hill
- 2008 : Spartatouille (Meet the Spartans) de Jason Friedberg et Aaron Seltzer
- 2008 : Film catastrophe (Disaster Movie) de Jason Friedberg et Aaron Seltzer
- 2009 : Adam de Max Mayer
- 2009 : The Open Road de Michael Meredith
- 2009 : La Horde de Yannick Dahan et Benjamin Rocher
- 2010 : Marmaduke de Tom Dey
- 2010 : Comme chiens et chats : La Revanche de Kitty Galore (Cats and Dogs: The Revenge of Kitty Galore) de Brad Peyton
- 2010 : Mords-moi sans hésitation (Vampires Suck) d'Aaron Seltzer
- 2011 : Hop de Tim Hill
- 2011 : Comment tuer son boss ? (Horrible Bosses) de Seth Gordon
- 2012 : Think Like a Man de Tim Story
- 2012 : Girls Attitude: Modes d'emploi (Girl in Progress) de Patricia Riggen
- 2012 : Sex Therapy (Thanks for Sharing) de Stuart Blumberg
- 2013 : Arnaque à la carte (Identity Thief) de Seth Gordon
- 2013 : As Cool as I Am de Max Mayer
- 2013 : Battle of the Year de Benson Lee
- 2014 : Mise à l'épreuve (Ride Along) de Tim Story
- 2014 : Think Like a Man Too de Tim Story
- 2014 : Comment tuer son boss 2 (Horrible Bosses 2) de Sean Anders
- 2015 : Témoin à louer (The Wedding Ringer) de Jeremy Garelick
- 2016 : Mise à l'épreuve 2 (Ride Along 2) de Tim Story
- 2016 : Sausage Party: La vie privée des aliments (Sausage Party) de Greg Tiernan et Conrad Vernon
- 2016 : Mariage à la grecque 2 (My Big Fat Greek Wedding 2) de Kirk Jones
- 2016 : The Boss de Ben Falcone
- 2016 : Bad Moms de Jon Lucas et Scott Moore (en)
- 2017 : Les Schtroumpfs et le Village perdu (Smurfs: The Lost Village) de Kelly Asbury
- 2017 : Baywatch : Alerte à Malibu (Baywatch) de Seth Gordon
- 2017 : Bad Moms 2 (A Bad Moms Christmas) de Jon Lucas et Scott Moore (en)
- 2018 : Carnage chez les Puppets (The Happytime Murders) de Brian Henson
- 2020 : Mon grand-père et moi (The War with Grandpa) de Tim Hill
- 2021 : Barb et Star vont à Vista Del Mar (Barb and Star Go to Vista Del Mar) de Josh Greenbaum
- 2022 :  Le Mauvais Esprit d'Halloween (The Curse of Bridge Hollow) de Jeff Wadlow
- 2025 : Back in Action
- 2025 : The Pickup de Tim Story

#### Courts métrages
- 1997 : Truly Committed
- 1997 : Battle of the Sexes
- 2000 : Billy Jones
- 2002 : Manual Labor
- 2003 : Men of Action
- 2004 : Save Virgil
- 2006 : Ice (vidéo)
- 2006 : Grave Spirits (vidéo)
- 2010 : Coyote Falls
- 2010 : Fur of Flying
- 2010 : Rabid Rider
- 2011 : The Smurfs: A Christmas Carol
- 2012 : Daffy's Rhapsody
- 2012 : Marvel One-Shot: Item 47 (vidéo)
- 2013 : Agent Carter (vidéo)
- 2023 : Pacemaker

### Télévision

#### Téléfilms
- 1995 : Complot mortel
- 1995 : The Alien Within
- 1996 : Humanoïd - terreur abyssale
- 2002 : Warning: Parental Advisory
- 2002 : Saint Sinner
- 2003 : Deathlands, le chemin du retour
- 2005 : Three Wise Guys
- 2009 : The Station
- 2010 : Camp Rock 2
- 2010 : Harmony
- 2011 : Lemonade Mouth
- 2013 : L'amour au jour le jour

#### Séries télévisées
- 1999 : Le Damné
- 2000 : The Strip
- 2005 - 2020 : Supernatural
- 2011 - ... : The Looney Tunes Show
- 2012 : Revolution
- 2018 - en ce moment : Perdus dans l'Espace (2018)
- 2020 - en ce moment : The Boys
- 2023 : Gen V

### Jeux vidéo
- Medal of Honor : Soleil levant (2003)
- Medal of Honor : Batailles du Pacifique (2004)
- Medal of Honor : Les Faucons de guerre (2005)
- Bons baisers de Russie (2005)
- Gun (2005)
- Les Simpson, le jeu (2007) (avec Timothy Michael Wynn, Mark Mothersbaugh, Albert Fox, John Enroth, Duff Gorman, Sid Cuttles, DJ Poochie Pants, et Silas Hite).
- Warhawk (2007) (avec Timothy Michael Wynn)
- 007: Quantum of Solace (2008)
- Le Parrain 2 (2009)
- Mass Effect 2 - Overlord DLC & Lair of the Shadow Broker DLC (2010)
- Les Sims 3 : Animaux et Cie (2011)
- Starhawk (2012)
- Mass effect 3 (2012)

Comédies Musicales
2023 : Rogers : The Musical